# Israel i Eurovision Song Contest 2013
Israel deltog i Eurovision Song Contest 2013 i Malmö i Sverige. De representerades av Moran Mazor med låten "Rak bishvilo".

## Uttagning

### Inför
Den 14 augusti 2012 avslöjade IBA att ett nytt format skulle användas för att välja bidrag till tävlingen år 2013 till skillnad från det interna val man gjort år 2012. Den 29 oktober bekräftade IBA officiellt sitt deltagande i nästa års tävling och avslöjade att den nationella uttagningen Kdam Eurovision skulle användas igen efter ett uppehåll. Årets upplaga av Kdam Eurovision markerade 40 år sedan Israel debuterade i ESC.

### Upplägg
Programmen planerades förs att hållas i januari och februari, men flyttades senare fram till februari och mars. Den 18 december avslöjade IBA schemat för tävlingen vilket visade att Kdam Eurovision skulle starta den 26 februari 2013 med den första semifinalen och avslutas med finalen den 7 mars.
30 artister kom att tävla i tre semifinaler och 10 av artisterna tog sig vidare till finalen, tre från varje semifinal samt ett wildcard. Det wildcard som gavs till ett av bidragen som inte tog sig vidare från semifinalerna kom att få ges av TV-tittarna i ytterligare en omröstning (dvs. en andra chans). Uttagningen bestod därmed för första gången någonsin av fem program totalt, de tre semifinalerna, andra chansen, och finalen. De som kom fyra i semifinalerna tog sig vidare till andra chansen. Där kom de 3 bidragen att tävla om den sista finalplatsen. Det var först tänkt att fyran och femman från varje semifinal skulle gå till andra chansen och där möta varandra i tre dueller, en mot en. De tre som vann sina dueller skulle sedan ha fått möta varandra i en avgörande duell där vinnaren gavs den tionde och sista finalplatsen. Man valde dock sedan att byta ut detta system för den andra chansen.
Vinnaren bestämdes med hjälp av 30% jury och 70% telefonröster vilket gjorde att folket fick mer makt än juryn, till skillnad från många andra länders nationella uttagningar där man använder 50/50 precis som i Eurovision Song Contest.

### Bidrag
Den 31 december släppte IBA reglerna för uttagningen och öppnade upp för inskickning av bidrag från låtskrivare och artister fram till den 16 januari 2013. En specialkommitté bestående av personer involverade i musikindustrin lyssnade på alla bidrag och valde vilka som fick delta i uttagningen. Den 26 januari släpptes listan på de 30 utvalda bidragen med artist, låttitel och låtskrivare. Totalt skickades det in hundratals låtar till IBA. Den 6 februari avslöjade IBA startordningen för de tre semifinalerna.

#### Artister
Den 22 januari 2013 publicerade Israels största nyhetstidning Israel HaYom en lista över artister som man vet skickat in bidrag till tävlingen. Dessa var Shimi Tavori, Benny Elbaz, The Elaev Family, Gaby Shushan, Arik Sinai, Moran Mazuz, Moran Mazor, Kathleen Reiter, Hadar Ozeri, Hannah gur, Lihi Griner, The Ultras, Josh, Marina Feingold, Ofer Bashan, Julietta och Michael Harpaz. Med på listan fanns även Avi Toledano som representerade Israel i Eurovision Song Contest 1982.

## Schema
Alla program visades på Channel 1. Alla program sändes från Broadcast TV Studios i staden Holon.
- 26 februari: Semifinal 1
- 27 februari: Semifinal 2
- 28 februari: Semifinal 3
- 3 mars: Andra chansen
- 7 mars: Finalen

## Omgångar

### Semifinal 1
| Nr | Artist                        | Sång                   | Text (t) / Musik (m)                                    | Resultat      |
| -- | ----------------------------- | ---------------------- | ------------------------------------------------------- | ------------- |
| 1  | Laila                         | "Bo"                   | Yoni Roe (m/t)                                          | Ute           |
| 2  | Adir Getz                     | "Ha'ikar she'ani shar" | Adir Getz (m/t)                                         | Ute           |
| 3  | Ortal Ofek                    | "Tagid li lama"        | Ortal Ofek (m/t)                                        | Ute           |
| 4  | Adi Cesare                    | "Lo niten lecha lipol" | Adi Cezare (m/t)                                        | Ute           |
| 5  | Shany Zamir                   | "Forever"              | Shani Zamir (m/t)                                       | Final         |
| 6  | Ron Weinreich                 | "Love Is One"          | Yoad Fekete (m), Ron Weinreich (t)                      | Final         |
| 7  | Aderet                        | "Victory"              | Aderet (m/t)                                            | Ute           |
| 8  | Kathleen Reiter               | "Ad elay"              | Dor Daniel (m), Sahar Hagai (t), Patricia Ori Cohen (t) | Final         |
| 9  | Judah Gavra                   | "Hayom"                | Tomer Hadidi (m), Yehuda Gavra (t)                      | Andra chansen |
| 10 | Lihi Griner & Omri "69" Segal | "Just Like Me"         | Kraziner Lev (m/t), Omri Segal (m), Idan Roe (m)        | Ute           |

### Semifinal 2
| Nr | Artist         | Sång              | Text (t) / Musik (m)                                        | Resultat      |
| -- | -------------- | ----------------- | ----------------------------------------------------------- | ------------- |
| 1  | Sarit Avitan   | "Mon amour"       | Sharona Pick (m), Mirit Shem Orr (t)                        | Ute           |
| 2  | Chen Cohen     | "Halev mevakesh"  | Chen Cohen (m), Christina Yizhar (t)                        | Ute           |
| 3  | The Ultras     | "Happy Birthday"  | Eli Peretz (m/t), Dan Bartov (m/t), Cedric Ben Shabat (m/t) | Ute           |
| 4  | Ran Sandler    | "Find A Way"      | Doron Gal (m/t)                                             | Final         |
| 5  | Moran Mazoz    | "Ten li siman"    | Shuli Yosef (m/t)                                           | Final         |
| 6  | SoulKey        | "Living One Time" | Itzik Kreif (m), Eric Forman (t)                            | Ute           |
| 7  | Haya Samir     | "Happy and Sad"   | Haya Samir (m/t)                                            | Ute           |
| 8  | Vladi Blayberg | "We Are Free"     | Doron Plaskov (m/t), Sa'ar Badishi (m/t), Noy Alooshe (m)   | Final         |
| 9  | Yarden Tzur    | "Replace You"     | Yarden Tzur (m/t)                                           | Andra chansen |
| 10 | Roni Silver    | "Belibi"          | Idan Yaniv (m/t), Itay Zilberstein (m/t)                    | Ute           |

### Semifinal 3
| Nr | Artist                    | Sång              | Text (t) / Musik (m)                                     | Resultat      |
| -- | ------------------------- | ----------------- | -------------------------------------------------------- | ------------- |
| 1  | Liran Notik               | "Alive"           | Liran Notik (m/t)                                        | Ute           |
| 2  | Meital De Razon & Asi Tal | "Toda La Noche"   | Asi Tal (m/t), Meital De Razon (m/t)                     | Final         |
| 3  | Alon Jean                 | "Lihyot et hayay" | Alon Jan (m/t), Baruch Fridland (m), Einat Hollander (t) | Ute           |
| 4  | Bezalel Raviv             | "No War"          | Eliayhu Siboni (m), Yotam Bekker (m), Bezalel Raviv (t)  | Ute           |
| 5  | Hadar Uzeri               | "Ten maa'wal"     | Ronen Shaul Blonder (m/t), Hadar Ozeri (t)               | Ute           |
| 6  | Michael Harpaz            | "Michtav le'ima"  | Michael Harpaz (m/t)                                     | Ute           |
| 7  | Nicki Goldstein           | "We Are One"      | Niki Goldstein (m/t), Yaron Malachi (m/t)                | Andra chansen |
| 8  | Hila Ben David            | "Beautiful"       | Gary Gazarkh (m/t)                                       | Final         |
| 9  | Julietta                  | "Fantasia"        | Doron Medali (m/t)                                       | Ute           |
| 10 | Moran Mazor               | "Rak bishvilo"    | Chen Harari (m), Gal Sarig (t)                           | Final         |

### Andra chansen
| Nr | Artist          | Sång          | Text (t) / Musik (m)                      | Resultat |
| -- | --------------- | ------------- | ----------------------------------------- | -------- |
| 1  | Judah Gavra     | "Hayom"       | Tomer Hadidi (m), Yehuda Gavra (t)        | Final    |
| 2  | Yarden Tzur     | "Replace You" | Yarden Tzur (m/t)                         | Ute      |
| 3  | Nicki Goldstein | "We Are One"  | Niki Goldstein (m/t), Yaron Malachi (m/l) | Ute      |

### Finalen
| Nr | Artist                    | Sång            | Text (t) / Musik (m)                                      | Jury | Tele | Totalt | Plats |
| -- | ------------------------- | --------------- | --------------------------------------------------------- | ---- | ---- | ------ | ----- |
| 1  | Judah Gavra               | "Hayom"         | Tomer Hadidi (m), Yehuda Gavra (t)                        | 23   | 36   | 59     | 4     |
| 2  | Moran Mazoz               | "Ten li siman"  | Shuli Yosef (m/t)                                         | 13   | 23   | 36     | 9     |
| 3  | Ron Weinreich             | "Love Is One"   | Yoad Fekete (m), Ron Weinreich (t)                        | 64   | 31   | 95     | 2     |
| 4  | Shany Zamir               | "Forever"       | Shani Zamir (m/t)                                         | 0    | 44   | 44     | 6     |
| 5  | Hila Ben David            | "Beautiful"     | Gary Gazarkh (m/t)                                        | 28   | 16   | 44     | 7     |
| 6  | Ran Sandler               | "Find A Way"    | Doron Gal (m/t)                                           | 28   | 29   | 57     | 5     |
| 7  | Meital De Razon & Asi Tal | "Toda La Noche" | Asi Tal (m/t), Meital De Razon (m/t)                      | 47   | 40   | 87     | 3     |
| 8  | Moran Mazor               | "Rak bishvilo"  | Chen Harari (m), Gal Sarig (t)                            | 64   | 40   | 104    | 1     |
| 9  | Vladi Blayberg            | "We Are Free"   | Doron Plaskov (m/t), Sa'ar Badishi (m/t), Noy Alooshe (m) | 12   | 29   | 41     | 8     |
| 10 | Nicki Goldstein           | "We Are One"    | Niki Goldstein (m/t), Yaron Malachi (m/t)                 | 22   | 13   | 35     | 10    |

## Vid Eurovision
Israel lottades att framföra sitt bidrag i andra halvan av den andra semifinalen den 16 maj 2013 i Malmö Arena.